# هتل پارسیان آزادی (تهران)
هتل پارسیان آزادی تهران (با نام‌های پیشین هتل‌هایت تهران و سپس هتل بزرگ آزادی) یکی از بزرگ‌ترین و بلندترین هتل‌های بین‌المللی پنج ستارهٔ ایران در شمال تهران جای گرفته‌است.
هتل پارسیان آزادی تهران در محله اوین، در مکان برخورد دو بزرگراه اصلی تهران بزرگراه چمران و بزرگراه یادگار قرار دارد.
پیش از انقلاب نام این هتل هایت تهران بود که زیرمجموعه شرکت هتل‌های‌هایت قرار داشت. پس از انقلاب هتل مصادره شد و در مالکیت بنیاد مستضعفان قرار گرفت و با نام هتل آزادی به فعالیت خود ادامه داد. در دهه ۱۳۷۰ با خرید ۵۱ درصد از سهام هتل توسط شرکت هتل‌های بین‌المللی پارسیان، این هتل به نام «هتل پارسیان آزادی» تغییر نام داد. این هتل دارای ۲۵ طبقه است و مساحتی نزدیک به ۵۰٬۰۰۰ متر مربع را دربردارد. طراحی و ساخت این سازه مربوط به دهه ۱۹۷۰ بوده‌است.

## پیشینه
هتل بزرگ پارسیان آزادی یکی از هتل‌های پنج ستاره تهران با کاربری تجاری و دیپلماتیک و پیشینه بیش از ۳ دهه فعالیت است
این هتل تا پیش از انقلاب هتل «هایت» نامیده می‌شد و وابسته به شرکت هتل‌های‌هایت بود. این شرکت در دوره پهلوی در کنار تهران در شهرهای دیگر ایران همچون چالوس، مشهد و … نیز هتل‌هایی داشت که در زمان انقلاب سال ۱۳۵۷ مصادره شدند و بعدها در میان موارد ذکر دعاوی آمریکا علیه ایران مطرح گردید. پس از انقلاب و با مصادره «بنیاد مستضعفان» به نام «هتل بزرگ آزادی» تغییر نام داد و زیر مالکیت این شرکت قرار گرفت
در دهه ۱۳۷۰ با خرید ۵۱ درصد از سهام هتل توسط شرکت هتل‌های بین‌المللی پارسیان، هتل آزادی به نام «هتل پارسیان آزادی» تحت مالکیت این شرکت درآمد و در سال ۱۳۸۶ با هزینه‌ای بیش از ۸۰۰ میلیارد ریال به دست گروهی از کارشناسان از کشورهای سوئیس، ایتالیا و چین بازسازی شد این بازسازی دربردارنده پایدارسازی سازه (دارای مقاومت در برابر زمین لرزه با بزرگی ۸ در مقیاس ریشتر)، معماری درونی، نمای بیرونی و تمامی تجهیزات و تأسیسات بود.

## امکانات
هتل پارسیان آزادی دارای ۴۷۵ اتاق است. این اتاق‌ها شامل اتاق‌های دوتخته توئین و دبل، سوئیت‌های جونیور، رویال و دوبلکس، اتاق‌های خانواده (کانکت روم)، اتاق‌های ویژه معلولان و سوئیت‌های منحصر به فرد پرزیدنتال است. از دیگر امکانات هتل می‌توان به موارد زیر اشاره کرد:
- انواع رستوران‌ها و کافی شاپ‌ها:
- کافی شاپ امیر شکلات
- رستوران ایرانی پارسه
- رستوران بین‌المللی پارمین
- رستوران فضای باز سرو
- رستوران ژاپنی کنزو
- سالن بزرگ و چندمنظوره زرین
- سالن‌های زمرد-الماس -برلیان- پانیذ- ارکیده برای نشست‌ها و سمینارها[۱۱]
- کلوپ ورزشی شامل: استخر- سونا خشک و بخار- باشگاه بدنسازی- جکوزی- میز پینگ پنگ[۱۲]